# Flathead County
Flathead County ist ein County im Bundesstaat Montana der Vereinigten Staaten. Der Sitz der Countyverwaltung (County Seat) befindet sich in Kalispell.

## Demografische Daten

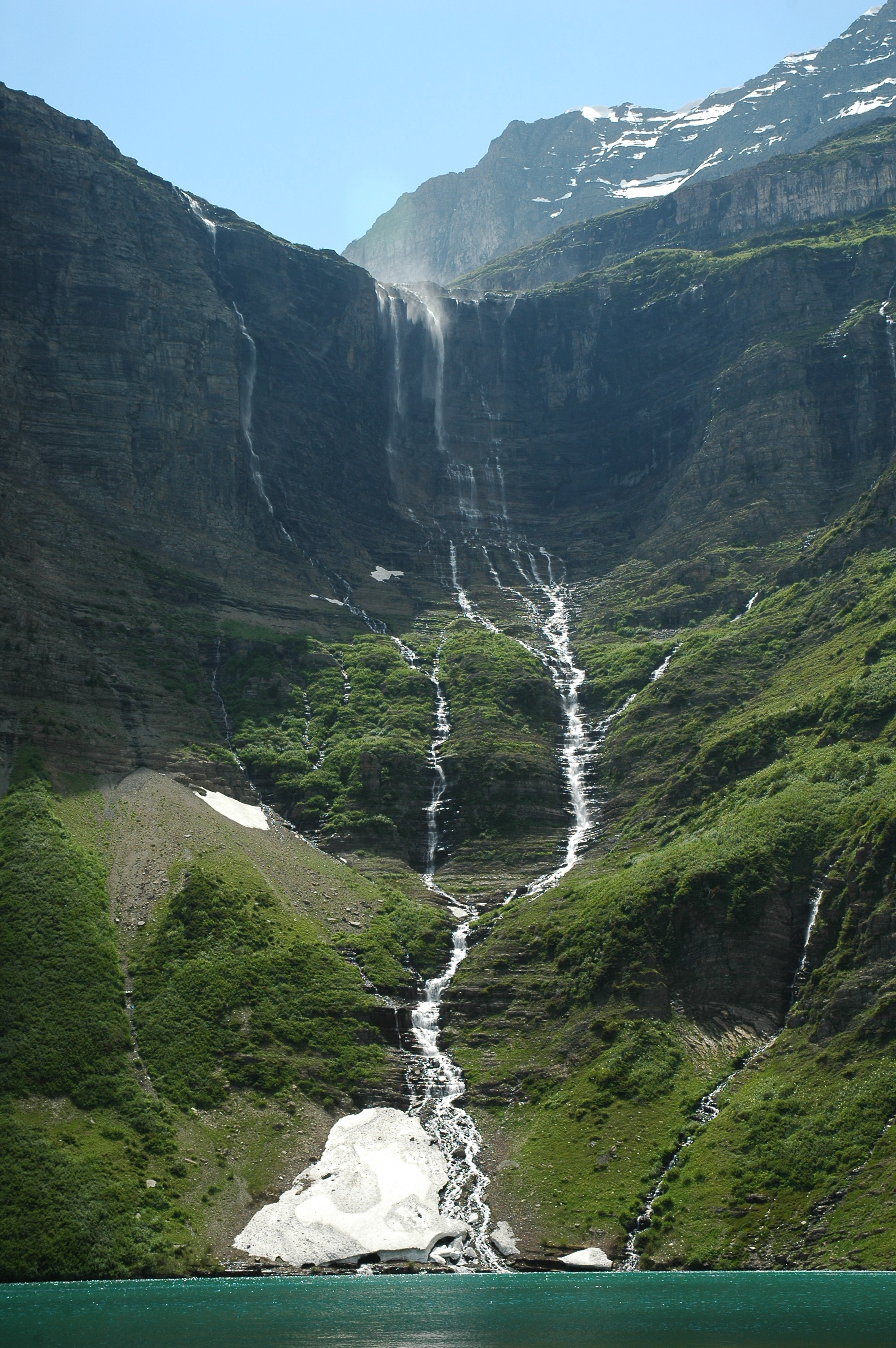
Die Beaver Chief Falls sind die Verbindung zwischen dem Lake Ellen Wilson und dem Lincoln Lake

Nach der Volkszählung im Jahr 2000 lebten im County 74.471 Menschen. Es gab 29.588 Haushalte und 20.415 Familien. Die Bevölkerungsdichte betrug 6 Einwohner pro Quadratkilometer. Ethnisch betrachtet setzte sich die Bevölkerung zusammen aus 96,26 % Weißen, 0,15 % Afroamerikanern, 1,15 % amerikanischen Ureinwohnern, 0,46 % Asiaten, 0,06 % Bewohnern aus dem pazifischen Inselraum und 0,41 % aus anderen ethnischen Gruppen; 1,50 % stammten von zwei oder mehr ethnischen Gruppen ab. 1,42 % der Bevölkerung waren spanischer oder lateinamerikanischer Abstammung.
Von den 29.588 Haushalten hatten 32,50 % Kinder und Jugendliche unter 18 Jahre, die bei ihnen lebten. 56,90 % waren verheiratete, zusammenlebende Paare, 8,30 % waren allein erziehende Mütter. 31,00 % waren keine Familien. 25,20 % waren Singlehaushalte und in 8,90 % lebten Menschen im Alter von 65 Jahren oder darüber. Die Durchschnittshaushaltsgröße betrug 2,48 und die durchschnittliche Familiengröße lag bei 2,97 Personen.
Auf das gesamte County bezogen setzte sich die Bevölkerung zusammen aus 25,90 % Einwohnern unter 18 Jahren, 7,40 % zwischen 18 und 24 Jahren, 27,40 % zwischen 25 und 44 Jahren, 26,40 % zwischen 45 und 64 Jahren und 13,00 % waren 65 Jahre alt oder darüber. Das Durchschnittsalter betrug 39 Jahre. Auf 100 weibliche Personen kamen 98,30 männliche Personen, auf 100 Frauen im Alter ab 18 Jahren kamen statistisch 96,10 Männer.
Das jährliche Durchschnittseinkommen eines Haushalts betrug 34.466 USD, das Durchschnittseinkommen der Familien betrug 40.702 USD. Männer hatten ein Durchschnittseinkommen von 31.908 USD, Frauen 20.619 USD. Das Prokopfeinkommen betrug 18.112 USD. 13,00 % der Bevölkerung und 9,40 % der Familien lebten unterhalb der Armutsgrenze. 16,70 % davon waren unter 18 Jahre und 8,60 % waren 65 Jahre oder älter.

## Geschichte
Ein Ort im County hat den Status einer National Historic Landmark, die Lake McDonald Lodge. 153 Bauwerke und Stätten des Countys sind insgesamt im National Register of Historic Places eingetragen (Stand 8. Februar 2018).

## Orte im Flathead County
Citys
| - Columbia Falls - Kalispell - Whitefish |

Census-designated places (CDP)
| - Bigfork - Coram - Evergreen - Hungry Horse | - Lakeside - Martin City - Niarada1 - Somers |

Unincorporated Communitys
| - Polebridge - West Glacier |

1 – teilweise im Lake County und Sanders County